# Lesja
Lesja – norweskie miasto i gmina leżąca w regionie Innlandet.
Lesja jest 22. norweską gminą pod względem powierzchni.
W miejscowości jest stacja kolejowa Lesja.

## Demografia
Według danych z roku 2005 gminę zamieszkuje 2184 osób. Gęstość zaludnienia wynosi 0,97 os./km². Pod względem zaludnienia Lesja zajmuje 324. miejsce wśród norweskich gmin.
| ludność stan na 1 stycznia 2005 |         |           |       |
|                                 | kobiety | mężczyźni | razem |
| osób                            | 1108    | 1076      | 2184  |
| %                               | 50,73%  | 49,27%    | 100%  |

| wykształcenie stan na 1 października 2004 |        |         |        |        |
|                                           | podst. | średnie | wyższe | niezn. |
| osób                                      | 392    | 1097    | 242    | 20     |
| %                                         | 22,39% | 62,65%  | 13,82% | 1,14%  |

## Edukacja
Według danych z 1 października 2004:
- liczba szkół podstawowych (norw. grunnskolar): 2
- liczba uczniów szkół podst.: 278

## Władze gminy
Według danych na rok 2011 administratorem gminy (norw. rådmann) jest Stein Løkken, natomiast burmistrzem (norw. ordfører, d. borgermester) jest Per Dag Hole.